# Echinothambematidae
Echinothambematidae är en familj av kräftdjur. Echinothambematidae ingår i ordningen gråsuggor och tånglöss, klassen storkräftor, fylumet leddjur och riket djur. Enligt Catalogue of Life omfattar familjen Echinothambematidae 5 arter. 
Kladogram enligt Catalogue of Life:
| Echinothambematidae | \| \| Echinothambema \| \| \| \| \| \| Vemathambema \| \| \| \| |
|                     | \| \| Echinothambema \| \| \| \| \| \| Vemathambema \| \| \| \| |
|                     | Echinothambema                                                  |
|                     |                                                                 |
|                     | Vemathambema                                                    |
|                     |                                                                 |